# ニューエッジ・グループ
ニューエッジ・グループ（Newedge Group）は、フランスの金融機関。主に投資銀行業務を扱う。

## 概要
元々はソシエテ・ジェネラル（SG）とクレディ・アグリコル（CA）という、フランスの大手金融グループの対等出資で2008年1月に設立。元々SG傘下だったFimatと、CA傘下だったカリヨン（後のCA-CIB）の先物取引部門などを統合した形で誕生した。

## 日本法人
日本法人としてはニューエッジ・ジャパン証券が存在する。2012年現在商品先物取引では国内最大手。また大阪証券取引所の日経225先物取引においても大量に売買を行うことで有名である。